# Grèves de Saint-Nazaire en 1955
Les grèves de Saint-Nazaire de 1955 sont un mouvement syndical qui se produisit entre février et août 1955, principalement dans les villes de Saint-Nazaire puis de Nantes dans le département français de Loire-Inférieure (aujourd'hui Loire-Atlantique). 
Ce mouvement avait pour but d'obtenir une hausse des salaires des ouvriers du chantier naval de Saint-Nazaire et d’améliorer leurs conditions de travail. Un homme, Jean Rigollet, sera tué par balle lors d'une charge policière au cours de la manifestation du 19 août 1955.

## Raisons
Différentes raisons ont poussé les prolétaires à se révolter contre le patronat. 

### Des conditions de travail et de vie misérables
En 1955, les ouvriers font des semaines de 45 heures minimum réparties sur 6 jours. Certains travaillent même le dimanche matin pour joindre les deux bouts et avoir un salaire décent pour eux et leurs familles (parfois même pour leur seule personne)[réf. nécessaire]. 
Les accidents de travail sont fréquents dans les usines à l’époque, comme des ecchymoses causées par le transport de charges trop lourdes, des cloques et des hématomes sur les mains lors du travail à la chaîne, etc. Les chefs de service se permettent d’injurier et d’humilier publiquement les travailleurs dont ils sont responsables. Tous ces facteurs contribuent à affaiblir le moral des travailleurs des usines et à les pousser dans des arrêts de travail de plus en plus nombreux pour des raisons de plus en plus violentes.

### Des salaires de sous-prolétaires
Les ouvriers des chantiers de Saint-Nazaire ressentaient une certaine jalousie envers les ouvriers parisiens qui gagnaient bien plus qu’eux, presque le double de leur salaire. Ils demandent donc l’alignement des salaires avec ceux de la région parisienne.
Les chefs d’entreprise demandent également aux ouvriers d’effectuer un boni, qui permet d'obtenir un supplément de salaire accordé à ceux qui dépassent le quota horaire prévu. Pour respecter le boni, les ouvriers doivent effectuer une tâche ou une pièce en un temps imparti par un chronométreur.
Mais les travailleurs de l’usine ne peuvent augmenter leur temps de travail, même pour un salaire plus élevé, car pour beaucoup d’entre eux, le nombre d’heures dans la semaine est déjà de quarante-cinq heures. Mais plusieurs ouvriers respectent tout de même le « boni » car il représente 50 % de leur salaire.

## Déroulement
La misère des ouvriers finit par éclater en plusieurs scènes de luttes et de mobilisations dont l’intensité, les formes, les acteurs mais aussi les lieux varient au cours du conflit.

### Arrêt de la production dans les usines et appui de la Confédération générale du travail
Les ouvriers vont tout d’abord se rassembler devant les usines et stopper toutes les productions sur le chantier naval. Les syndicats vont également accompagner les ouvriers dans leur grève en syndiquant une partie des manifestants prolétaires.
La CGT appelle à un mouvement général d’unification comme en 1936 (référence à l’unification de la CGT et de la CGTU ainsi qu’aux grèves des ouvriers en 1936).
Quand les grèves commencent à prendre une véritable forme, les ateliers et autres lieux de travail des ouvriers sont saccagés par les ouvriers eux-mêmes, tous les travailleurs participent à la grève. La CGT fait intervenir FO (Force ouvrière) dans les grèves qui deviennent de plus en plus désordonnées. Les ouvriers lancent des grèves-surprises. De ce fait, l’effet attendu par ces manifestations est augmenté car les autorités n’ont pas été informées pour réguler le flux de manifestants.

### Interventions des Compagnies républicaines de sécurité
Le 22 juin 1955, le directeur des usines de Loire-Inférieure décide de fermer les usines sous prétexte de dégradations. Les ouvriers décident donc de se réunir à la sous-préfecture. Le patronat et les autorités, à cause de l’ampleur des manifestations, ont décidé de mettre en place les CRS, qui barrent le passage aux ouvriers. Mais Les ouvriers rétorquent en utilisant des boulons et toutes sortes de projectiles. Les voitures de police subissent des dégâts et des CRS tombent à terre. Pour riposter, ils chargent les ouvriers et font plusieurs blessés. Finalement, ceux-ci arrivent à se créer un passage pour entrer dans les usines afin de saccager les bureaux et les lieux de travail.
Les forces de l’ordre sont dans l’obligation de reculer, mais du renfort arrive et les ouvriers doivent fuir. Pendant ce temps, sur le terre-plein de Penhoët, les ouvriers affluent. Les CRS doivent battre en retraite et sont humiliés. Pour se venger, ils saccagent les vélos des ouvriers.
En août 1955, un ouvrier provoque un incendie involontaire dans une des usines, une cabine de gardiennage est brûlée. Les pompiers arrivent et, délibérément ou par accident, une lance à incendie est tournée vers les ouvriers. Quelques-uns sont projetés au sol. Des pierres sont alors lancées sur les pompiers qui ne parviennent pas à éteindre l’incendie et quittent les lieux. Le bâtiment de la direction est lapidé. Les vitres tombent. Les CRS veulent attaquer les ouvriers mais savent qu’ils sont nombreux. Les jeunes ouvriers veulent clairement affronter la police.
Des barricades sont dressées. Les outils de l’usine sont utilisés et même des lance-flammes. Les policiers tentent de quitter les ateliers mais se retrouvent encerclés. Ils finissent par quitter les lieux. Une centaine de policiers sont blessés, mais aucune arrestation n’est reconnue. Les autorités ne veulent pas attiser la colère ouvrière par la répression.

## Bilan
Le conflit s’achève par des négociations. Le 16 août 1955, les luttes entre autorités et ouvriers prennent fin. Le patronat concède une majoration générale des salaires, primes et indemnités comprises, de 22 %, soit 30 à 40 francs d’augmentation horaire. Les ouvriers ont également vu leurs bonis et leur prime annuelle revalorisés, et bénéficient également de 5 jours fériés par an.

## Dans la culture populaire

### Au cinéma
- "Une chambre en ville" film musical dramatique français écrit et réalisé par Jacques Demy, sorti en 1982 et s'inspirant des grèves]